# Aglaia australiensis
Aglaia australiensis là một loài thực vật thuộc họ Meliaceae. Đây là loài đặc hữu của Úc.